# 長爪䶄
長爪䶄（Prometheomys schaposchnikowi），亦作長爪鼴䶄，是倉鼠科田鼠亞科長爪䶄屬的唯一種，目前只在格魯吉亞及土耳其出沒，在中國遼寧省海城市孤山鎮的小孤山遺址及萨拉乌苏、山顶洞、阎家岗等地的哺乳動物群中發現过其化石种。